# Dark Web: Cicada 3301
Dark Web: Cicada 3301 este un film thriller de acțiune și comedie regizat de Alan Ritchson⁠(d), la debutul său regizoral, care a scris scenariul împreună cu Joshua Montcalm. Inspirat de organizația omonimă, filmul îi are în distribuție pe Jack Kesy⁠(d), Conor Leslie⁠(d), Ron Funches⁠(d) și Ritchson. Kesy portretizează un hacker care participă la jocul de recrutare al Cicada în timp ce evadează din NSA.
Filmul a fost lansat digital de Lionsgate Films pe 12 martie 2021.

## Rezumat
Arestat de NSA pentru implicarea sa în organizația secretă Cicada 3301, hackerul Connor depune mărturie în fața Curții de Supraveghere a Informațiilor Externe din Statele Unite⁠(d) cu privire la evenimentele care au avut loc. Connor explică faptul că, cu 29 de zile mai devreme, a găsit din greșeală jocul de recrutare al organizației, care cere participanților să rezolve o serie de puzzle-uri pentru a se putea alătura. Forțat de NSA să îi ajute să închidă Cicada, Connor ia parte la joc alături de Gwen, o bibliotecară care dorește să fie recrutată, și de cel mai bun prieten al său, Avi. Cei trei reușesc să găsească indicii din puzzle-uri, dar după ce aproape sunt uciși de un alt grup de participanți, Gwen și Avi renunță. Connor, însă, continuă jocul și, în cele din urmă, provoacă o pană masivă de curent, obținând o invitație la petrecerea privată a Cicada din Anglia.
Recunoscând că Cicada intenționează să aducă haos în lume, Connor le informează pe Gwen și Avi că intenționează să oprească organizația la petrecere, determinându-le să i se alăture. Infiltrarea merge prost, Connor și Gwen fiind capturați de liderul Cicada, Phillip Dubois. Dubois, care apără organizația ca aducând egalitate într-o lume nedreaptă, dezvăluie că Gwen este un agent NSA trădător care urmărește amnistia prin intermediul 399 Cicada. Connor evadează după ce ucide gărzile lui Dubois, dar, în urma împușcării lui Gwen, aceasta îi oferă lui Connor un stick USB pentru a obține informațiile pe care le deține Cicada. Confruntat cu Connor, Dubois mărturisește că este un actor care execută ordine de la Cicada și că nu știa că cineva va fi rănit. În timp ce NSA ia cu asalt clădirea, Connor reușește să descarce informațiile înainte de a fi lăsat inconștient în încercarea sa de evadare, în timp ce agenții îl ucid pe Dubois.
La finalul mărturiei lui Connor, judecătorii găsesc greșeli în tactica NSA, dar îl și informează pe Connor că s-a autoincriminat în mai multe infracțiuni. Cu toate acestea, Connor dezvăluie că a tras de timp cu mărturia sa pentru a putea începe să divulge documentele private pe care le-a descărcat. Connor amenință că va continua să scurgă informații dacă nu primește 1 milion de dolari pentru fiecare document și dacă Avi nu este eliberat din arest. Extorcarea sa a avut succes, Connor își folosește noile finanțe pentru a-i ajuta pe alții. El primește un mesaj de la Gwen, care este acum membră a Cicada.

## Distribuție
- Jack Kesy⁠(d) în rolul lui Connor
  - Tomaso Sanelli în rolul tânărului Connor
- Conor Leslie⁠(d) ca Gwen
- Ron Funches⁠(d) ca Avi
- Alan Ritchson⁠(d) ca agent Carver
- Andreas Apergis în rolul agentului Sullivan
- Kris Holden-Ried⁠(d) ca Phillip Dubois

Victoria Snow⁠(d) , în rolul judecătoarei Mary Collins, Marvin Karon, în rolul judecătorului Bates, și Rothaford Gray, în rolul judecătorului Walters, fac parte din Curții de Supraveghere a Informațiilor Externe din Statele Unite ale Americii⁠(d). În apartamentul lui Connor, Alyssa Cheatham o interpretează pe tânăra chiriașă Sophia, Quancetia Hamilton pe mama Sophiei, iar Anselmo DeSousa pe proprietarul, dl Costa. Tori, o chelneriță de la barul lui Connor, este interpretată de Linnea Currie-Roberts. Al Sapienza⁠(d) joacă rolul agentului NSA Mike Croft, iar Benjamin Sutherland apare în rolul lui William, un client al barului care este hackuit de Connor.
La colegiul lui Avi, Ron Mustafaa joacă rolul unui funcționar de bibliotecă, iar Zane O'Connor joacă rolul unui agent de securitate. Jess Salgueiro⁠(d) o portretizează pe Shauna, o tânără care îl întâlnește pe Avi la petrecerea Cicada. Jake Michaels și Hanneke Talbot, care au apărut în serialul Titans⁠(d) alături de Leslie, Ritchson și Sanelli, portretizează paznicul echipei NSA și, respectiv, o hologramă a unei femei din Grecia antică. Michael T. Burgess apare ca unul dintre atacatorii cu mască de cerb care participă la jocul de recrutare. Tatăl lui Connor este portretizat de Patrick Garrow.

## Producție
Dark Web: Cicada 3301 a fost anunțat în 2018 ca fiind primul proiect original al Phreaker Films, un fond cinematografic condus de Alan Ritchson⁠(d). Fondul a fost înființat printr-un parteneriat între AllyCat Entertainment a lui Ritchson și Marina Acton, un capitalist de risc din Silicon Valley. Intitulat inițial Cicada 3301, filmul este inspirat de organizația omonimă care a postat un set de puzzle-uri pentru a recruta spărgători de coduri din rândul publicului în trei ocazii.
Filmul este debutul regizoral al lui Ritchson, care, de asemenea, a co-scris scenariul cu Joshua Montcalm și apare într-un rol secundar ca agent NSA. Ritchson a scris scenariul original singur, dar l-a contactat pe Montcalm pentru rescriere din cauza faptului că era nemulțumit de acesta. După ce a scris scenariul, Ritchson intenționa să joace rolul principal până când s-a decis să devină regizor.
Filmările au început în iunie 2018 la Toronto. Dark Web: Cicada 3301 îl are pe Ritchson alături de Conor Leslie⁠(d), care au apărut amândoi în serialul de televiziune cu supereroi⁠(d) Titans⁠(d), deși cei doi nu au lucrat împreună înainte de film.